# Dorothée Chifflot
Pour les articles homonymes, voir Chifflot.
 (avril 2019).
Si vous disposez d'ouvrages ou d'articles de référence ou si vous connaissez des sites web de qualité traitant du thème abordé ici, merci de compléter l'article en donnant les références utiles à sa vérifiabilité et en les liant à la section « Notes et références ».
Dorothée Chifflot, née le 2 janvier 1965 à Lyon, est une journaliste et écrivaine française.

## Biographie
Après avoir reçu une formation de juriste, elle suit des stages en journalisme à Paris et à Londres, puis rédige des articles et publie des nouvelles dans la presse en France et à l'étranger. Elle décroche le prix de la Nouvelle policière du Festival du Crime de Saint-Nazaire en 1993.
Devenue traductrice, elle signe le texte français de romans policiers de Barbara Hambly et Peter Tremayne.
Son premier roman policier, Un raccourci saisissant, remporte le Prix du roman policier du Festival du film policier de Cognac en 2000.

## Œuvre

### Roman
- Un saisissant raccourci, Paris, Librairie des Champs-Élysées, coll. « Le Masque » no 2437, 2000  (ISBN 2-7024-2997-1)

### Nouvelle
- De guerre lasse, Paris, Revue Association 813 no 46, mars 1994 ; réédition, Saint-Nazaire, Délits d'encre, coll. « 10 p'tits noirs », 1997

### Traductions
- Une saison de fièvres de Barbara Hambly, Paris, Éditions du Masque, 1999 ; réédition, Paris, 10/18. Grands Détectives no 3427, 2002
- La Poussière des ombres de Barbara Hambly, Paris, Éditions du Masque, 2000 ; réédition, Paris, 10/18. Grands Détectives no 3447, 2002
- Le Suaire de l'évêque de Peter Tremayne, Paris, 10/18. Grands Détectives no 3631, 2004

## Prix et distinctions
- Prix de la Nouvelle policière du Festival du Crime de Saint-Nazaire 1993
- Prix du roman policier du Festival du film policier de Cognac 2000 pour  Un raccourci saisissant